# Colm Tóibín

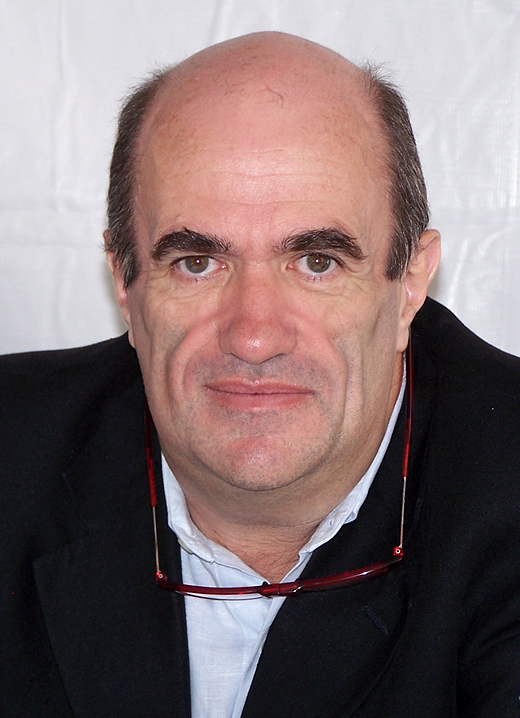
Colm Tóibín (2006)

Colm Tóibín [ˈkɔl̪ˠəmˠ t̪ˠoːˈbʲiːnʲ] (* 30. Mai 1955 in Enniscorthy, County Wexford) ist ein irischer Schriftsteller, Journalist und Literaturkritiker.

## Leben
Colm Tóibín ging am St Peter’s College in Wexford zur Schule. Nach dem Besuch des University College Dublin machte er dort 1975 seinen B.A. Danach wechselte er seinen Wohnsitz und zog nach Barcelona. Tóibíns erster Roman The South wurde von seiner Zeit in Barcelona inspiriert; ebenso sein Werk Homage to Barcelona aus dem Jahr 1990.
1978 kehrte Tóibín nach Irland zurück, wo er ein Masterstudium begann. Er brach dieses ab und begann eine berufliche Karriere als Journalist. Von Anfang der 1980er Jahre bis 1985 arbeitete Tóibín für die Zeitschrift Magill.
Nach seinem ersten Roman The South Anfang der 1990er Jahre schrieb Tóibín 1992 als zweiten Roman The Heather Blazing. Danach folgten 1996 der Roman The Story of the Night und 1999 der Roman The Blackwater Lightship. Der fünfte Roman von Tóibín The Master aus dem Jahr 2004 behandelt eine Phase im Leben des Schriftstellers Henry James. 2006 veröffentlichte Tóibín eine erste Sammlung von Erzählungen unter dem Titel Mothers and Sons (dt. 2009: Mütter und Söhne).
Tóibín ist des Weiteren der Autor mehrerer Sachbücher, darunter Bad Blood: A Walk Along the Irish Border und The Sign of the Cross: Travels in Catholic Europe. Er schrieb das Bühnenstück Beauty in a Broken Place, das 2004 in Dublin uraufgeführt wurde. In der Essay-Sammlung New Ways to Kill Your Mother: Writers and Their Families (2012) analysierte er u. a. die Biografien von James Baldwin, John Millington Synge und William Butler Yeats.
Als Journalist war Tóibín im Hauptberuf – neben seiner schriftstellerischen Arbeit – fortwährend in Irland tätig. Außerdem veröffentlicht er auch Literaturkritiken. Er edierte das Buch von Paul Durcan The Kilfenora Teaboy von 1997 und The Penguin Book of Irish Fiction von 1999. Tóibín schrieb gemeinsam mit Carmen Calil 1999 The Modern Library: The 200 Best Novels in English since 1950. Tóibín veröffentlichte 2002 eine Kollektion von Essays Love in A Dark Time: Gay lives from Wilde to Almodóvar und 2002 mit Lady Gregory’s Toothbrush eine Studie über Lady Gregory.
Als Drehbuchautor verfasste er gemeinsam mit Volker Schlöndorff das Skript zu dem Spielfilm Rückkehr nach Montauk (2017), der von Max Frischs Erzählung Montauk inspiriert wurde.
Tóibín ist Mitglied von Aosdána und hatte Lehraufträge der Stanford University und der The University of Texas at Austin. Er hielt zudem Vorträge an mehreren Universitäten, etwa am Boston College und an der New York University. 2014 wurde er zum Mitglied der American Academy of Arts and Letters und 2016 der American Academy of Arts and Sciences gewählt.